# بايرون براون (لاعب كرة قاعدة)
بايرون براون (بالإنجليزية: Byron Browne)‏ هو لاعب كرة قاعدة أمريكي، ولد في 27 ديسمبر 1942 في سانت جوزيف في الولايات المتحدة.

## وصلات خارجية
- بايرون براون على موقع دوري كرة القاعدة الرئيسي (الإنجليزية)
- بايرون براون على موقعبيزبول رفرنس.كوم (الدوري الرئيسي) (الإنجليزية)
- بايرون براون على موقعبيزبول رفرنس.كوم (الدوري الثانوي) (الإنجليزية)
- بايرون براون على موقع إي إس بي إن.كوم (أم.أل.بي) (الإنجليزية)
- بايرون براون على موقع مشجعي الرسوم البيانية (الإنجليزية)